# Bada (ca sĩ)
Choi Sung-hee (Hangul: 최성희, Hanja: 崔盛希, Hán-Việt: Thôi Thành Hy, sinh ngày 28 tháng 2 năm 1980), thường được biết đến với nghệ danh Bada, là một nữ ca sĩ người Hàn Quốc, từng là thành viên hát chính của nhóm nhạc S.E.S.

## Danh sách đĩa nhạc

### Album
- A Day of Renew - 130 000 đĩa(2003)
- Aurora - 23 000 đĩa(2004)
- Made In Sea (2006)

### Đĩa đơn
- Go Go Go (Start) (2006)
- Queen (2007)
- [STATION] Cosmic (feat. Ryeowook) (2016)

### Nhạc phim
- Nhạc phim Xin lỗi anh yêu em (2004)
- Nhạc phim Điệu Waltz mùa xuân (2006)
- Nhạc phim Famous ‘Seven’ Princess (2006)

## Liveshow
- Showman Alive - 29/ 6/ 2006 (Samsung Dong - Hàn Quốc)
- Liveshow 19/ 8/ 2006 (Busan - Hàn Quốc)

## Giọng hát
- Loại giọng:Light lirico soprano
- Quãng giọng: C3 - Bb5 - D6 (3 quãng tám 1 nốt)
- Quãng hát hỗ trợ:A3/Bb3 - C#5/D5 ~ F#5 (bao gồm headvoice)

## Giải thưởng
- Korean Fashion World Awards lần thứ 4 (2006): Best dresser awards
- Nghệ sĩ có phong cách biểu diễn xuất sắc nhất năm 2006 (do đích thân Tổng thống Hàn Quốc trao tặng)